# PubPeer
PubPeer – strona internetowa umożliwiająca użytkownikom omawianie i recenzowanie badań naukowych po ich opublikowaniu (tzw. recenzja po publikacji, ang. post-publication peer review), uruchomiona w 2012 r.
Strona pełni funkcję platformy do zgłaszania nieprawidłowości przez sygnalistów. W niektórych przypadkach zgłoszenia doprowadziły do retrakcji artykułów i oskarżeń o oszustwo naukowe. W przeciwieństwie do większości platform strona umożliwia anonimowe komentowanie po publikacji, co z jednej strony jest kontrowersyjną funkcjonalnością, z drugiej jednak stanowi główny czynnik jej sukcesu. Niektórzy użytkownicy serwisu PubPeer byli w przeszłości oskarżani o zniesławienie, w związku z tym serwis od 2016 r. zaleca komentatorom korzystanie wyłącznie z faktów, które można publicznie zweryfikować. Podnoszono również wątpliwości dotyczące praw autorskich do często anonimowych treści serwisu PubPeer.
Badanie przeprowadzone w 2021 r. wykazało, że „ponad dwie trzecie komentarzy [w PubPeer] ma na celu zgłoszenie jakiegoś rodzaju niewłaściwego zachowania, głównie związanego z manipulacją obrazem”. Najwięcej komentarzy pochodziło dotyczyło publikacji z dziedziny nauk o zdrowiu i nauk biologicznych, a także od osób zgłaszających oszustwa publikacyjne i manipulację danymi. Z kolei nauki społeczne i humanistyczne zebrały mniej komentarzy, ale największy odsetek komentarzy dotyczył krytycznych przeglądów i podkreślał wady metodologiczne. W badaniu stwierdzono, że „podczas gdy biochemicy korzystają z tej strony, aby zgłaszać przypadki niewłaściwego postępowania, to socjologowie i humaniści korzystają z niej, aby omawiać wnioski i wykrywać błędy metodologiczne”. W badaniu wskazano również, że 85,6% komentarzy ma charakter anonimowy, a „tylko 31,5% publikacji otrzymało więcej niż trzy komentarze, zaś wskaźnik odpowiedzi autorów jest bardzo niski (7,5%)”.
Badanie przeprowadzone w 2023 r. wykazało, że „tylko 21,5% artykułów [oznaczonych w serwisie PubPeer] zasługujących na uwagę redakcji (z powodu błędów, wad metodologicznych, oszustw lub manipulacji) zostało poprawionych przez [odpowiednie] czasopismo”.
W listopadzie 2024 roku PubPeer i jego współzałożyciel Brandon Stell otrzymali od Fundacji Einsteina (Niemcy) Nagrodę Instytucjonalną za rzetelność badań naukowych.